# Estación San Gerónimo
San Jerónimo es una estación ferroviaria ubicada en la localidad de San Jerónimo Sud en el Departamento San Jerónimo, Provincia de Santa Fe, Argentina.

## Servicios
La estación corresponde al Ferrocarril General Bartolomé Mitre de la red ferroviaria argentina. Hoy está concesionada a la empresa de cargas Nuevo Central Argentino (NCA).
Se encuentra actualmente con operaciones de pasajeros, por sus vías transitan los servicios Retiro-Córdoba de la empresa estatal Trenes Argentinos Operaciones, aunque no hace parada en esta.
San Jerónimo fue seleccionada como parada intermedia del servicio de pasajeros entre Rosario y Cañada de Gómez, que tuvo su "marcha blanca" el día 4 de mayo de 2022.
Desde el viernes 5 de agosto de 2022, es parada intermedia del servicio metropolitano de pasajeros entre Rosario Norte y Cañada de Gómez.